# Бобков, Николай Ефимович
Николай Ефимович Бобков (1915—1945) — старший лейтенант Рабоче-крестьянской Красной Армии, участник Великой Отечественной войны, Герой Советского Союза (1945).

## Биография
Николай Бобков родился в 1915 году в селе Ратислово (ныне — Юрьев-Польский район Владимирской области) в крестьянской семье. В 1941 году был призван на службу в Рабоче-крестьянскую Красную Армию. С июля 1942 года — на фронтах Великой Отечественной войны. В том же году вступил в ВКП(б). К декабрю 1944 года старший лейтенант Николай Бобков был заместителем командира батальона по политчасти 1077-го стрелкового полка 316-й стрелковой дивизии 46-й армии 2-го Украинского фронта. Отличился во время освобождения Венгрии.
В ночь с 4 на 5 декабря 1944 года Бобков одним из первых в своём батальоне переправился через Дунай к югу от Будапешта. Ворвавшись во вражескую траншею, он уничтожил несколько солдат и офицеров противника. В течение суток группа, возглавляемая Бобковым, отразила шестнадцать вражеских контратак, удержав тем самым захваченный плацдарм до переправы на него советских подразделений.
Погиб в бою 1 февраля 1945 года. Похоронен в предместье Будапешта Будафоке. В честь Бобкова названа улица в городе Юрьев-Польский.
Указом Президиума Верховного Совета СССР от 24 марта 1945 года старший лейтенант Николай Бобков посмертно был удостоен высокого звания Героя Советского Союза. Также был награждён орденами Ленина и Отечественной войны 2-й степени.